# Carson i Carson, advocats
Carson i Carson, advocats (títol original en anglès, Carson's Law) és una sèrie de televisió australiana realitzada per Crawford Productions per a la cadena Ten Network entre 1983 i 1984. La sèrie era un drama d'època ambientada a la dècada de 1920 i protagonitzada per Lorraine Bayly com l'advocada progressista Jennifer Carson. Els episodis giraven al voltant dels casos que assumia la Jennifer i les diverses intrigues personals de la seva família. Es va doblar al català per a TV3.